# Nader Xá
Nader Xá Afshar ou Nadir Xá (em farsi: نادرشاهافشار ), conhecido também como Nadr Qoli Beg ( نادرقلیبیگ ) e Tamaspe-Colicão ( هماسپقلیخان ), nasceu em novembro de 1688 ou em 6 de agosto de 1698 e morreu em 19 de junho de 1747). Foi xá do Irã entre 1736 e 1747. Fundou o Império Afexárida. 

## Biografia
Nasceu em Kobhan e pertencia ao ramo turcomene Qirqlu dos Afexares. Seu pai, um camponês do Coração, morreu quando Nader era ainda uma criança. Segundo Michael Axworthy, biógrafo de Nader, seu pai era um homem pobre mas respeitável, um pastor da tribo dos Afexar. Os Afexares Qirqlu, aos quais o pai de Nader pertencia, eram uma tribo turcomana semi-nômade, estabelecida no Coração, no nordeste do Irã. As tribos do Coração eram etnicamente distintas dos persas. Falavam línguas túrquicas e curdas. A mãe de Nader falava um dialeto do mesmo grupo linguístico das tribos túrquicas do Irã e da Ásia Central e ele teria rapidamente aprendido a língua persa — a língua da alta cultura e das cidades — já adulto.
Segundo a lenda, Nader, seu irmão Ibraim e sua mãe foram levados como escravos por tribos de saqueadores uzbeques ou turcomenos. Quatro anos depois, após a morte de sua mãe e ainda menino, Nader conseguiu escapar com seu irmão, juntando-se a um bando de salteadores e tornando-se seu líder. Mais tarde, juntou-se ao exército de Baba Ali Beyg Koose Ahmadlou Afexar. Sob a proteção de líderes do clã afexar, tornou-se um líder militar poderoso.
Em 1719 os afegãos invadiram a Pérsia e em 1722 depuseram o xá do Império Safávida. A princípio, Nader lutou ao lado dos afegãos, contra os uzbeques mas, em 1727, passa a servir Tamaspe II, herdeiro dos Safávidas, iniciando a reconquista da Pérsia. Em 1729, os afegãos são expulsos e Tamaspe II é coroado. Nader torna-se o homem forte do governo e Tamaspe concede-lhe o título de Tamaspe-Colicão, "servo de Tamaspe", pelo qual Nader será conhecido até tornar-se o xá do Irã.
Mas mesmo antes disso, Nader já exercia o poder de fato. Tamaspe era pouco mais que uma figura decorativa e será deposto em 1732, substituindo-o seu filho, Abas III. Nader será o regente até 1736, quando assumirá efetivamente o poder. Em 1740, Tamaspe II e seu filho são mortos.
Nader Xá realizou uma longa série de guerras de conquista. Já em 1738 invadiu Candaar, capturou Cabul e marchou em direção à Índia. Ali capturou e saqueou Déli, apoderando-se do tesouro dos imperadores mogóis, inclusive do famoso "trono do pavão", incrustado de joias, e do Koh-i Noor ("montanha de luz"), o maior diamante conhecido no mundo até então e que a partir de 1877 fará parte das joias da Coroa Britânica. 
Em seu tempo, Nader Xá foi o mais poderoso soberano do Oriente Médio. Criou a marinha persa. Mudou a capital do império para Mashad, no Coração e tentou, embora sem sucesso, reconciliar o sunismo e o xiismo, uma vez que precisava de soldados de ambas as denominações, em seu exército. 

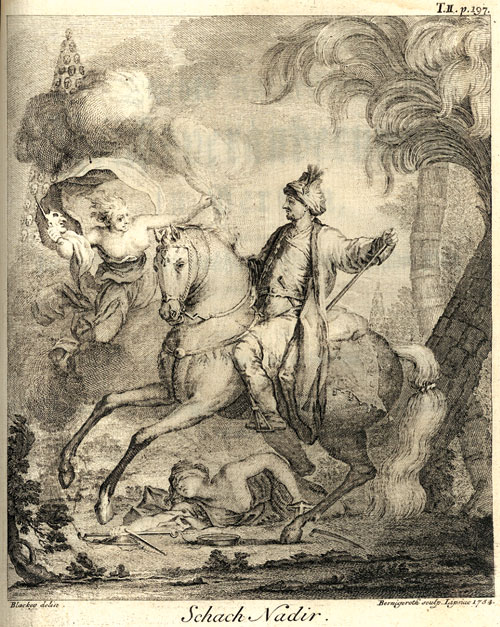
Nader Xá (gravura de 1769)

Gradativamente, porém, seu temperamento ambicioso e intolerante acentuou-se, tornando-se um problema político. O financiamento das campanhas militares consumia crescentes somas de recursos, aumentando o peso dos tributos cobrados à população. Os devedores do fisco eram punidos com a morte.
Inicia-se, então, um ciclo de revoltas e conspirações contra o governo opressor. Após um frustrado atentado contra sua vida, Nader começa a apresentar perturbações psíquicas, a ponto de suspeitar que seu próprio filho, Reza Qoli Mirza, conspirava contra ele. Em consequência disso, cegou-o e em seguida começou a executar os nobres que haviam testemunhado o ato. 

Em 1747 Nader era considerado perigo, mesmo pelos que pertenciam ao seu clã e um grupo de líderes afexáridas e cajares decidiu eliminá-lo, o que foi feito enquanto dormia.

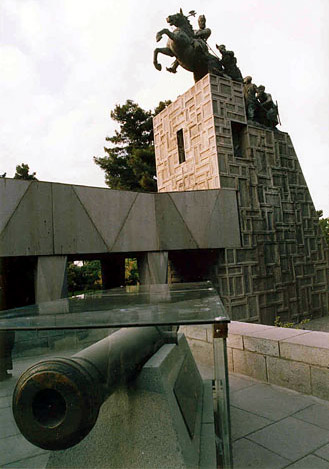
Túmulo de Nader Xá, em Mexede

Nader Xá foi considerado como o mais talentoso comandante militar do Irã e o último conquistador militar da Ásia. Criou um grande império que incluía, além do Irã, o norte da Índia e partes da Ásia Central. Embora tenha restaurado a independência nacional e efetivamente protegido a integridade dos territórios iranianos durante um período negro da história do país, seu comportamento acabou gerando grandes perturbações políticas.
Nader casou-se quatro vezes e deixou 5 filhos e 15 netos, cuja eliminação foi ordenada por seu sucessor — o sobrinho Adil Xá. Também o império construído por Nader não sobreviverá por muito tempo.